# Friedrich Gernsheim
Friedrich Gernsheim (ur. 18 lipca 1839 w Wormacji, zm. 11 września 1916 w Berlinie) – niemiecki kompozytor, dyrygent i pianista.

## Życiorys
W latach 1852–1853 studiował w konserwatorium w Lipsku u Ignaza Moschelesa, Moritza Hauptmanna i Ferdinanda Davida. Od 1855 do 1861 roku przebywał w Paryżu, gdzie był uczniem Antoine’a François Marmontela, a także poznał Édouarda Lalo, Camille’a Saint-Saënsa, Stephena Hellera, Gioacchino Rossiniego, Antona Rubinsteina i Ferenca Liszta. Po powrocie do Niemiec w 1861 roku został dyrygentem chóralnym i orkiestrowym w Saarbrücken. W latach 1865–1872 był wykładowcą konserwatorium w Kolonii. Od 1872 do 1880 roku działał jako dyrygent w Rotterdamie. W latach 1890–1897 wykładał w konserwatorium Sterna w Berlinie. W 1897 roku wybrany na członka senatu berlińskiej Akademie der Künste.

## Twórczość
Był mało oryginalnym kompozytorem, cenione są głównie jego dzieła kameralne. Twórczość Gernsheima stanowi kontynuację nurtu romantycznego, w zakresie harmonii i instrumentacji nawiązuje do Brahmsa, zaś w koncepcjach programowych do kierunku neoromantycznego. Jako dyrygent wykonywał najpierw przede wszystkim utwory Brahmsa, później też Brucha, Humperdincka i Verdiego.
Skomponował 4 symfonie (I g-moll 1875, II Es-dur 1882, III c-moll „Mirjam” 1888, IV B-dur 1892), uwerturę Waldmeisters Brautfahrt, poemat symfoniczny Zu einem Drama (1910), In memoriam, ein Klagegesang na orkiestrę smyczkową i organy, Koncert fortepianowy c-moll (1869), 2 koncerty skrzypcowe (I D-dur 1880, II F-dur 1914), Phantasiestück na skrzypce i orkiestrę (1876), Koncert e-moll (1907), Elohenu na wiolonczelę i orkiestrę (1882), Divertimento na flet, 2 skrzypiec, wiolonczelę i kontrabas, 2 kwintety fortepianowe (d-moll i h-moll), 2 kwintety smyczkowe (D-dur i Es-dur), 3 kwartety fortepianowe (Es-dur, c-moll, F-dur), 5 kwartetów smyczkowych (c-moll, a-moll, F-dur, e-moll, A-dur), 2 tria fortepianowe (F-dur i B-dur), 4 sonaty skrzypcowe (c-moll, A-dur, F-dur, G-dur), Sonatę wiolonczelową d-moll, utwory na chór i orkiestrę (Wachterlied aus der Neujahrsnacht 1200 1861, Odins Meeresritt 1884, Der Zaubermantel, Ein Preislied 1893, Der Normen Wiegenlied 1899, Der Nibelungen Überfahrt 1902), scenę na mezzosopran i orkiestrę Agrippina (1881, 2. wersja ok. 1906).